# Meinrad Ziltener
Meinrad Ziltener, né le 21 février 1869 à Vorderthal et mort le 1er décembre 1931 dans cette même commune est une personnalité politique suisse.

## Biographie
Meinrad Ziltener est conseiller d'État du canton de Schwytz de 1916 à 1931 et landamman de Schwytz de 1922 à 1924.